# La Malédiction de la veuve noire
Pour plus de détails, voir Fiche technique et Distribution.
La Malédiction de la veuve noire (titre original : Curse of the Black Widow) est un téléfilm américain de Dan Curtis diffusé le 16 septembre 1977 sur ABC.
En France, il a été diffusé le 31 août 1983 sur Antenne 2. Rediffusion le 24 novembre 1988 et le 17 juin 1989 sur La Cinq.

## Synopsis
Le détective privé Mark Higbie prend un verre dans un pub avec son ami Frank Chatham lorsqu'une femme brune se prénommant Valérie les aborde pour un problème de pneu à plat. Elle demande à Frank de venir l'aider. Quelques minutes plus tard, l'homme crie. Higbie et Carlo Lenzi courent voir se qu'il se passe. Le privé constate son ami atrocement tué. Carlo lui est abasourdi par ce qu'il voit mais a trop peur d'en parler. La police criminelle arrive sur place et le lieutenant Conti qui veut éviter la panique auprès de la population fait pression sur le détective pour qu'il se taise sur l'assassinat car d'autres meurtres du même type ont déjà eu lieu de victimes retrouvé avec deux gros trou au torse est vidé de leurs sang enveloppé de toile d'araignée. Mais le privé, persuadé de son bon droit, enquête sur la vie privée de son ami décédé et fait une découverte : il fréquentait une des filles Lockridge. Les Lockridge sont une famille puissante et richissime mais des secrets au sein de la famille sont au cœur d'une histoire bien plus sombre encore. Higbie entend des témoignages disant qu'une araignée géante avait été aperçue les nuits de pleine lune.

## Fiche technique
- Titre original : Curse of the Black Widow
- Réalisation : Dan Curtis
- Scénario : Robert Blees et Earl W. Wallace d'après une histoire de Fred Blees
- Directeur de la photographie : Paul Lohmann
- Montage : Leon Carrere
- décors : Philip Barber
- Musique : Bob Cobert
- Effets spéciaux de maquillage : Michael Westmore et Richard Cobos
- Effets spéciaux visuels : David Stipes
- Effets spéciaux : Roy L. Downey
- Producteur : Steven North
- Producteur exécutif : Dan Curtis
- Producteur associé : Steven P. Reicher
- Compagnies de Production : Dan Curtis Productions, American Broadcasting Company et ABC Circle Films
- Compagnie de distribution : ABC
- Genre : Téléfilm, épouvante
- Pays :  États-Unis
- Durée : 100 minutes [4]
- Date de diffusion :
  -  États-Unis : 16 septembre 1977
  -  France : 31 août 1983
- Vidéo : Sortie en VHS mais n'existe toujours pas en DVD

## Distribution
- Anthony Franciosa : Mark Higbie
- Donna Mills : Leigh ( Helen dans la version française) Lockridge
- Patty Duke : Laura Lockridge
- June Lockhart : Madame Lockridge
- June Allyson : Olga
- Max Gail : Ragsdale
- Jeff Corey : Aspa Soldado
- Roz Kelly : Flaps
- Sid Caesar : Lazlo Cozart
- Vic Morrow : Lieutenant Gully Conti
- Michael DeLano : Carlo Lenzi
- James Storm : Frank Chatham
- Rosanna Locke : Jennifer
- H.B.Haggerty : Marion « Popeye » Sykes

Dans la version originale, le nom de famille est Lockwood et non Lockridge.